# テラ・パトリック
テラ・パトリック（Tera Patrick、本名リンダ・アン・ホプキンズ（Linda Ann Hopkins）、1976年7月25日 - ）は、アメリカ合衆国出身のポルノ女優。
官能的な声と刺激的かつ熱狂的なセックスシーンの演技で有名である。

## 生い立ち
イギリス人の父とタイ人の母との間にモンタナ州に生誕。ベトナム戦争の折にベトナムで出会った両親であったが、ごく幼い時期に母親はタイへ戻った。それから父親とともにサンフランシスコに移住。

## 初期の経歴
サンフランシスコでアイリーン・フォードというモデル事務所からの誘いを受け、13歳の時にこの事務所と契約。間もなくニューヨークへと移転し、ショーとカタログのモデルとしての経歴を始動した。18歳の時にモデル界を去り、ボイシ州立大学に入学。看護と微生物学で短大卒の準学士の学位を受けた。やがてカリフォルニア大学サンタバーバラ校に転校するも、経済的な理由からモデルの仕事を再開。

## ポルノの経歴
1990年代も後半になるとヌードやソフトコアのグラビアページに活動の場を移した。2000年のアンドリュー・ブレイク監督の『アローズド』という作品でハードコアポルノ映画の世界にデビュー。PLAYBOY誌とペントハウス誌にも登場。ペントハウス誌では2000年2月のペントハウスペットに選出され、2002年度の『ペット・オブ・ザ・イヤー』でも次点へ。2001年にはAVNアワードの最優秀新人女優賞の栄誉を受けた。その傍らハスラー誌にハスラーハニーとして3回に亘り登場、更には70誌以上の成人向雑誌のグラビアページに登場するなどした。
2003年には『ジェネシス』というポルノ雑誌の発行者の地位へ。それから7回にわたりこの雑誌の表紙を飾った。
2007年の2月のアダルト・フィルム・データベースのインタビューでは向こう2年以内での引退を示唆。同年の3月にハスラーから発売した『インタラクティブ』というDVDは、それまでのハスラー発売作品の中で最も素早い売れ行きを示した一作となった。

## ゲスト出演
ハワード・スターンのテレビおよびラジオ番組の常連であり、スターンのお気に入りのゲストでもあった。2006年の7月にはFHMという一般向け男性月刊誌の表紙に登場。この雑誌の表紙をポルノスターが飾ったのはこれが史上初であった。
2006年11月19日に放送された『アクア・ティーン・ハンガー・フォース』というアニメシリーズに出演 。『バックヤード・レスリング』という格闘ゲームの第2作目にも操作可能なキャラクターとして登場している。

## 法廷闘争
2002年の12月にそれまで契約していたデジタル・プレイグラウンド社との関係を断絶。そして出演料の支払いがなかった作品が幾つかあったとしてこの会社を告訴するも、独占契約にあることなどを理由としたデジタル・プレイグラウンド側からの反訴を受けた。翌2003年の12月にはこの訴訟が進行中であったにもかかわらずビビッド・ビデオという制作会社との独占契約を結ぶに至っている。
2007年にあっては、自身の運営するテラビジョンという会社の名義をもって、プレイボーイエンタープライズを相手に報酬の支払いを焦点とした訴訟を起こした。

## 結婚

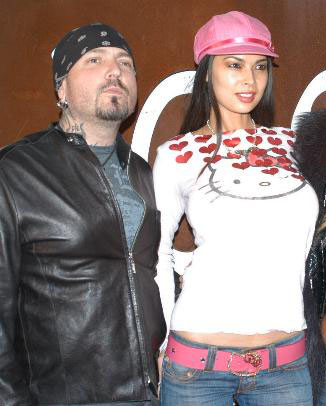
元夫のエヴァン・サインフェルドと

3年間の交際を経てエヴァン・サインフェルドという人物と2004年の1月9日に結婚。この年のAVNアワード受賞式典の場で小さな式を挙行した。2005年にはこの夫とともに芸能事務所を起業。
2009年の9月30日をもって離婚。仕事の面での付き合いは継続してゆくとの声明を発している。

## 受賞と足跡

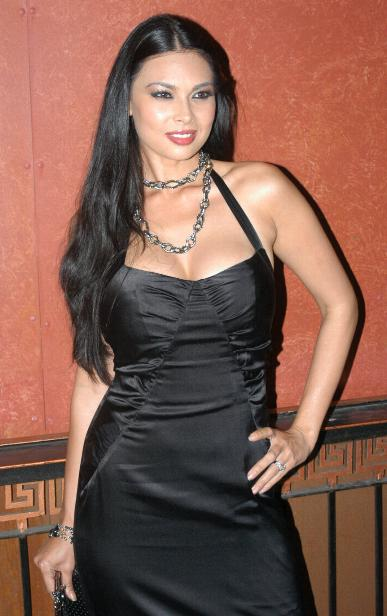
2007年 XRCOアワードにて

- 2000 Hot D'Or − 「最優秀新人女優賞」
- 2001 AVN− 最優秀新人女優賞
- 2001 Genesis Magazine − 「最優秀ニューカマー」
- 2001 XRCO賞 − 「最優秀新人女優賞」
- 2002 ペントハウスペットオブザイヤー次点
- 2002 Hustler Honey[2]
- 2004, 2005, "2007" Genesis Magazine ポルノスターオブザイヤー
- 2004, 2005, 2006 FOXE Fan Favorite
- 2006 FHM 100人の最もセクシーな女性
- 2006 VH1が選ぶ最も熱いロックスターのガールフレンドと妻トップ40
- 2007 F.A.M.E Award for Favorite Female Starlet[17]
- 2008 AVN Award − 「最優秀インタラクティブDVD」 - 『InTERActive』[18]
- 2008 F.A.M.E Award for Favorite Female Starlet[19]
- 2009 AVN殿堂入り[20]
- 2009 F.A.M.E. Award for Favorite Female Star[21]